# Sven Erik Täckmark
Sven Erik Täckmark, före 1946 Pettersson, född 26 april 1916 i Malmö Sankt Johannes församling, död 27 september 2007 i Katarina församling, Stockholm, var en svensk antikvariatsinnehavare och översättare. Täckmark kom från arbetarmiljö men studerade på folkhögskola och socialinstitut, varefter han tog en fil. kand. Han översatte från engelska och danska och (i  mindre utsträckning) från tyska och portugisiska (det sistnämnda i samarbete med Lars Krumlinde). Den författare han framför alla andra ägnade sig åt var John Cowper Powys, medan mycket annat framstår som brödsyssla.

## Översättningar (urval)
- Så lever andra: om seder och bruk hos primitiva folk (av Wilhelm Bierhenke [m.fl.]) (So lebt man anderswo!) (SKDB, 1957)
- David W. Ewing: Människan i planeringen (The human side of planning) (Askild & Kärnekull, 1972)
- John Dos Passos: 42:a breddgraden (The 42nd parallel) (översatt tillsammans med Sonja Vougt) (Forum, 1979)
- Harry G. Carlson: Strindberg och myterna (Strindberg and the poetry of myth) (Författarförlaget, 1979)
- Ernest Mandel: Förtjusande mord: kriminalromanens sociala historia (Delightful murder) (Alfabeta, 1985)
- Michael Crichton: En försvunnen värld (The lost world) (översatt tillsammans med Lars Krumlinde) (Bra böcker, 1997)